# La Nación

Das Logo der Zeitung

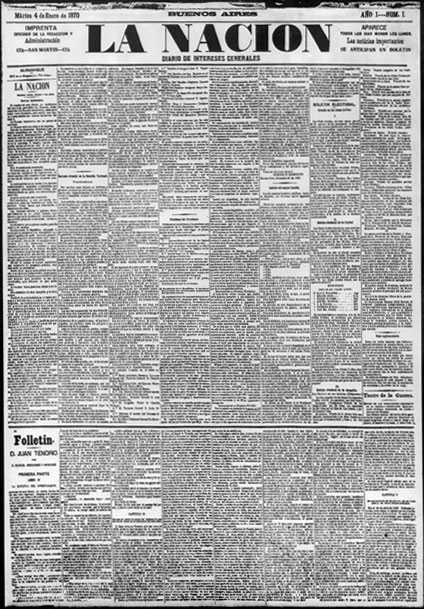
Titelblatt vom 4. Januar 1870

La Nación (spanisch für „Die Nation“) ist eine in der argentinischen Hauptstadt Buenos Aires erscheinende Tageszeitung.
Sie wurde am 4. Januar 1870 vom ehemaligen Präsidenten Bartolomé Mitre gegründet und ist eine der bedeutendsten Zeitungen Argentiniens.
Die Auflage pro Tag lag Mitte 2007 bei durchschnittlich 159.832 Exemplaren mit einem Maximum von 255.220 an Sonntagen, damit ist sie die zweiterfolgreichste Zeitung des Landes nach Clarín. Die Zeitung erscheint als Einzige in Argentinien im Broadsheet-Format.
1945 wurde die vorherige La Nación Argentina in La Nación umbenannt. Während der Militärdiktatur in Argentinien (1976–1983) unterstützte La Nación die Regierung. Hierbei steht sie unter anderem wegen des Verschweigens von Folter und dem Verschwindenlassen von Gefangenen in der Kritik.
La Nación gilt im Allgemeinen als konservative bzw. liberalkonservative Zeitung. Während der Präsidentschaft von Carlos Menem in den 1990er Jahren war sie besonders in der Anfangsphase regierungsfreundlich. Der Regierung von Néstor Kirchner und der Nachfolgerin Cristina Kirchner stand sie dagegen kritisch gegenüber. Besonders deutlich kritisierte sie die Teil-Verstaatlichung des Rentensystems 2008 nach dem Zusammenbruch privater Rentenfonds während der Finanzkrise.
La Nación ist Mitglied der Interamerikanischen Pressevereinigung SIP (Sociedad Interamericana de Prensa).